# Fass

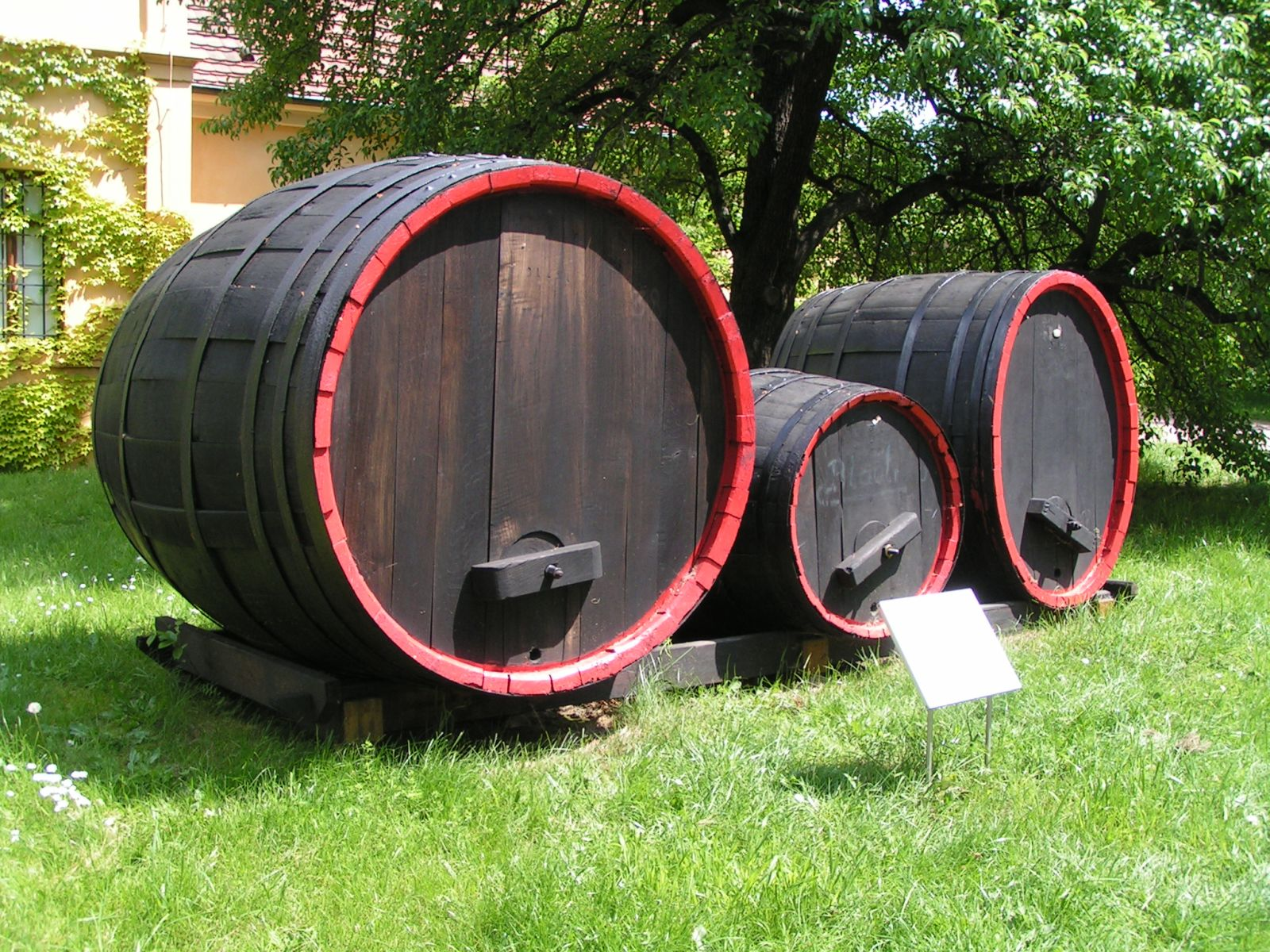
Drei Weinfässer – zwei Fuderfässer zu 3125 und 1000 Liter und ein Stückfass zu 1400 Liter

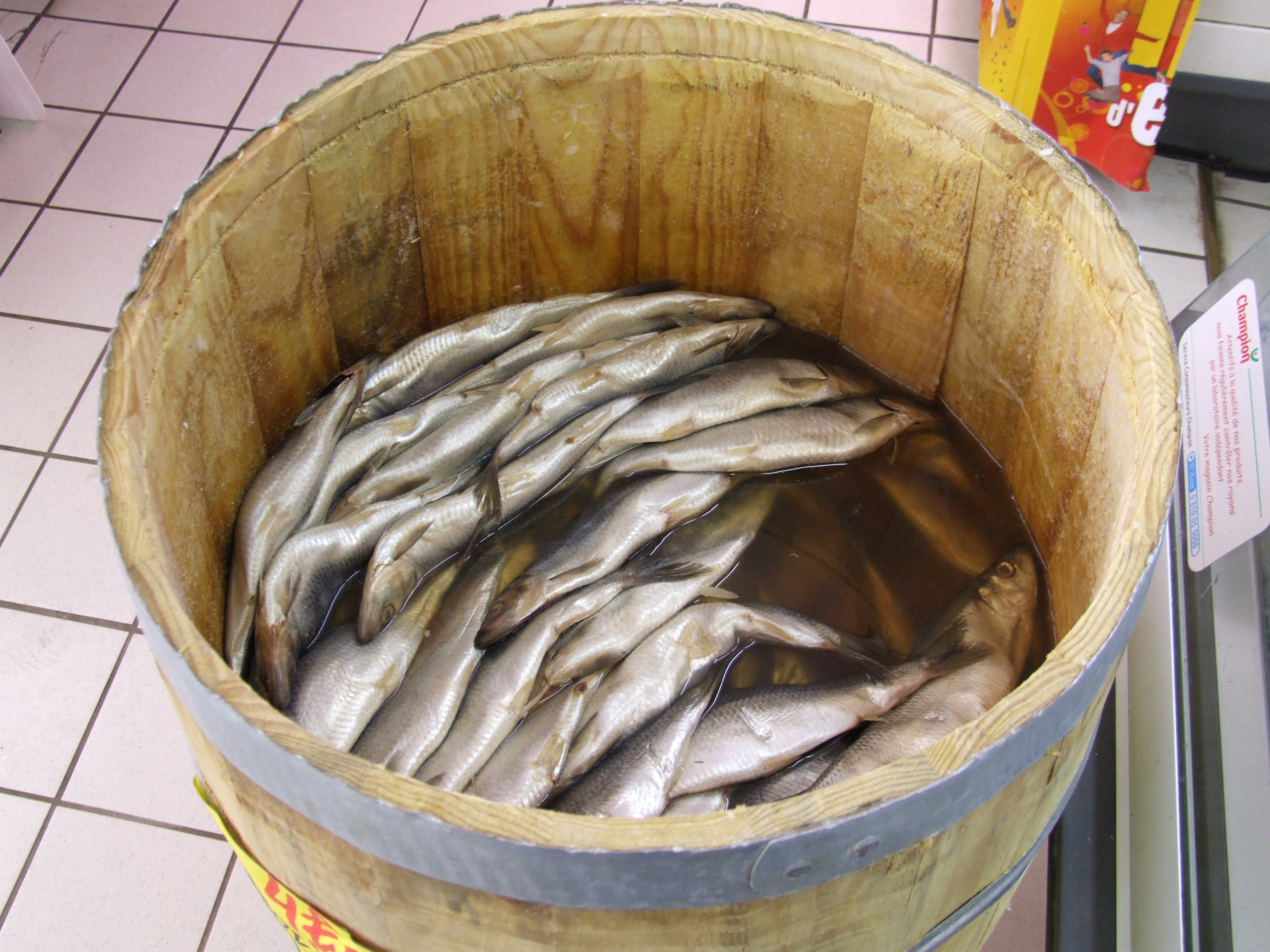
Ein Heringsfass

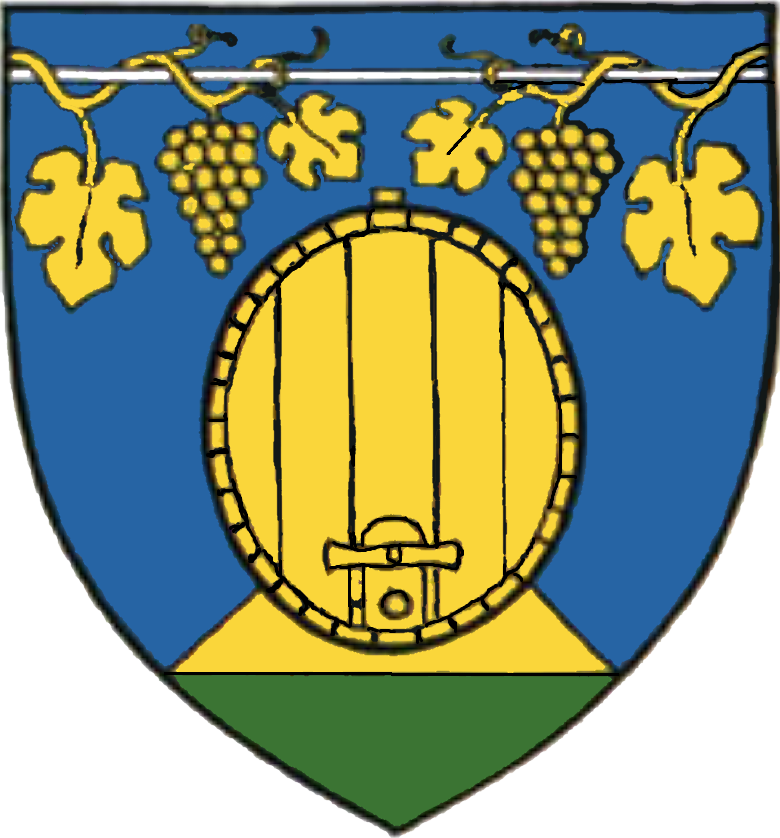
Wappen von Pernersdorf im Weinviertel

Ein Fass – auch Tonne (von lateinisch tunna), in Bayern auch Banzen (abgeleitet vom italienischen pancia, was so viel wie ‚Wampen‘ bedeutet) und besonders in Österreich bei größeren Fässern auch Gebinde genannt – ist ein aus Holz, Metall oder Kunststoff hergestellter, walzenförmiger (zylindrischer), oft gebauchter Behälter.
Ein Fass besitzt entweder eine kleine Öffnung, das Spundloch, für die Befüllung und die Entleerung der Flüssigkeit oder ist einseitig ganz offen und kann mit einem Deckel versehen werden. Diese zweite Fassart dient eher der Aufbewahrung von festen oder pulverförmigen Stoffen.

## Historisches

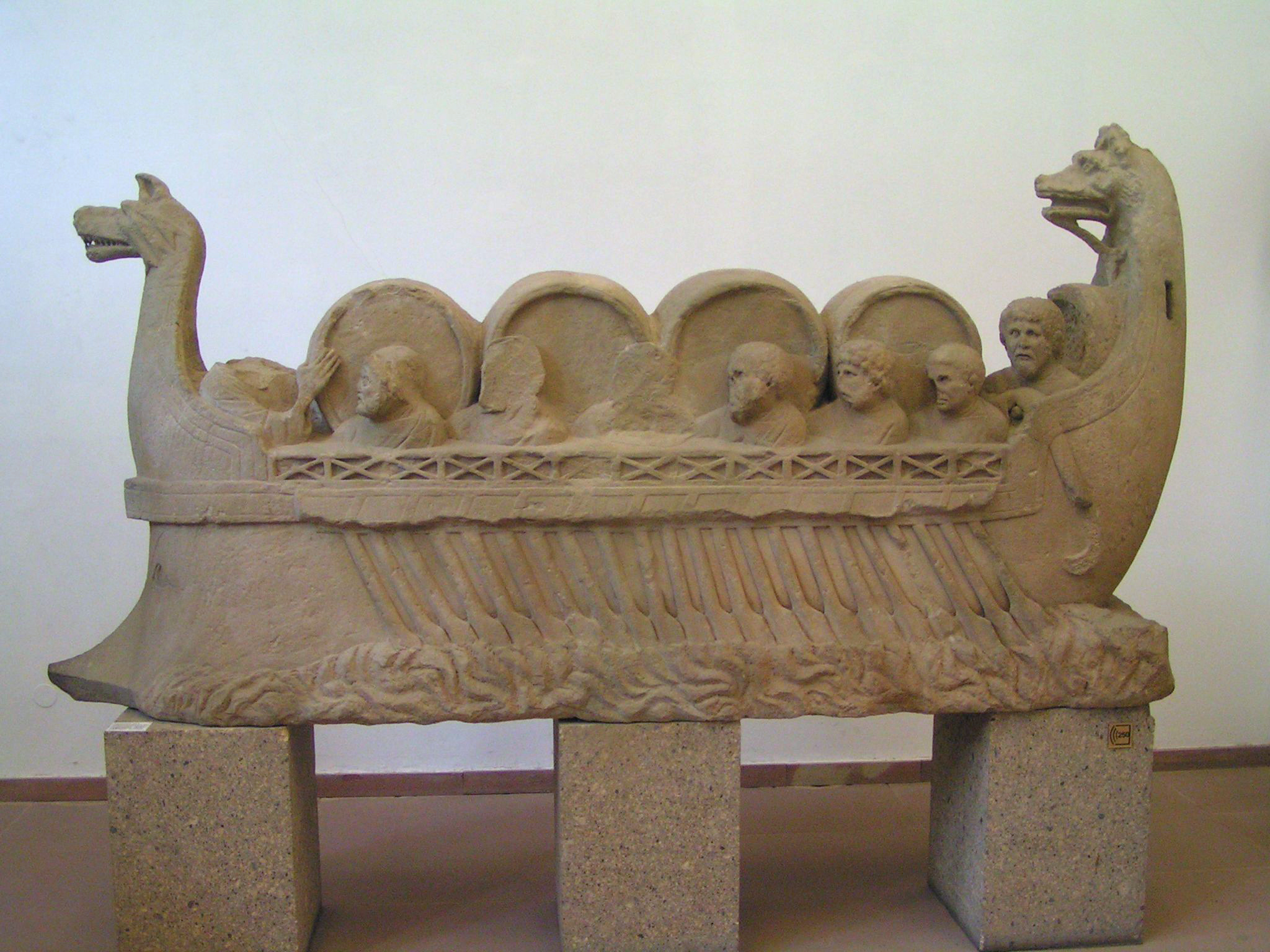
Neumagener Weinschiff (ca. 220 n. Chr.)

Im Altertum wurden anstelle des gebräuchlichen Fasses Schläuche aus Tierbälgen oder große Tongefäße (dolia) verwendet. Das berühmte Fass des Diogenes war ein solches Gefäß, welches Pithos genannt wurde. Aus Holzblöcken oder Stammabschnitten geschnitzte Behälter aus Holz waren bereits 1000 v. Chr. in Gebrauch.
Aus Dauben zusammengesetzte Holzfässer gelten als Erfindung der Kelten (Gallier, Bojer). Die erstmalige Erwähnung solcher Fässer geht auf verschiedene römische Quellen ab 50 v. Chr. (Aulus Hirtius, Cäsar, Strabo, Plinius) zurück. Fässer wurden aber sicher schon einige Jahrhunderte zuvor im keltischen Raum genutzt.
Von Plinius ist eine erste detaillierte Fassbeschreibung erhalten, als er die Weinfässer der Kelten als ein Gefäß beschreibt, das aus Dauben zusammengesetzt, oben und unten durch einen Boden verschlossen ist und durch Reifen zusammengehalten wird. Fassdarstellungen auf der Säule des Trajan bieten den Nachweis für die Fässer in der Zeit nach Christus.
Fassgrößen waren oftmals genormt. Im deutschen Sprachraum gab es für Fässer unter anderem die historischen Maßeinheiten Ohm, Stück und Fuder.
Einst waren Fasszieher mit dem Verladen beschäftigt. Für den Transport von Büchern nutzte man das Bücherfass.
Die Benutzung von Fässern wurde auch für den Brandschutz empfohlen, um die Löschwasserentnahme sicherzustellen. So sollten „In allen Städten und größeren Ortschaften, oder wo das Wasser zum Löschen nicht augenblicklich erhalten werden kann, Brand- oder Sturmfässer“ vorgehalten werden. Diesbezügliche Anordnungen wurden Anfang des 19. Jahrhunderts hinsichtlich der Brandverhütung gemäß baupolizeilichen Verordnungen in Textform erlassen. Beispielsweise erließ die herzoglich-nassauische Regierung im November 1826 eine solche Verordnung für ihr Herrschaftsgebiet.

## Formen und Eigenschaften

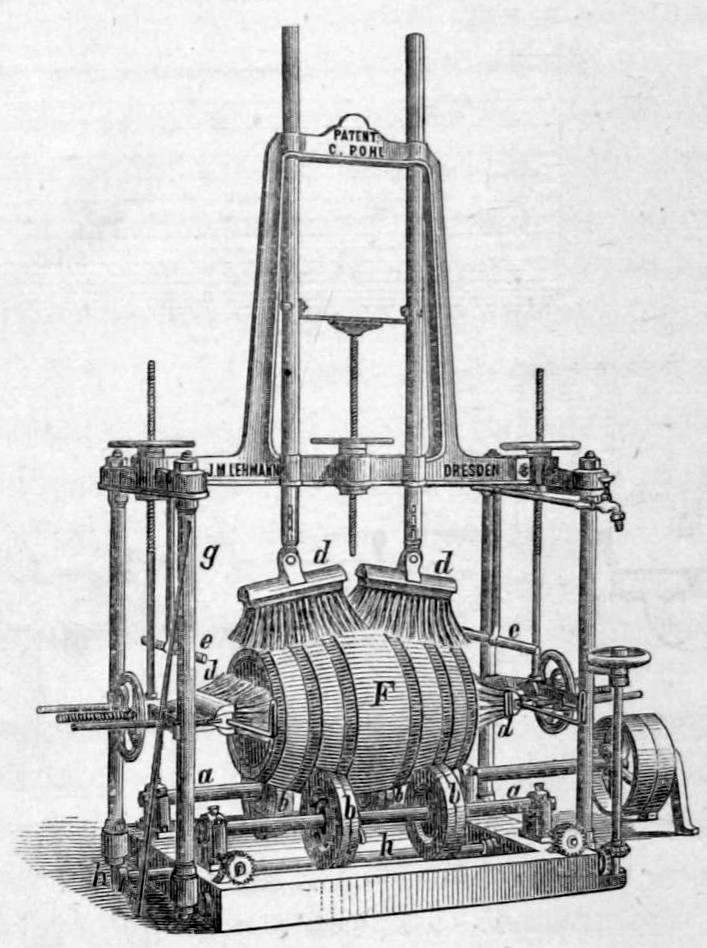
Fassreinigungsmaschine von 1878

Die Walzenform eines geschlossenen Fasses erlaubt zumindest bei kleineren Exemplaren ein müheloses Verschieben (Rollen) von Hand an einen anderen Ort bei geringer Entfernung. Die gebauchte Form erleichtert es zusätzlich, die Stoßrichtung während des Verschiebens zu ändern. Gleichzeitig lässt sich ein Fass je nach Bedarf und örtlicher Begebenheit auf der ebenen oder gerundeten Oberfläche gut und platzsparend aufeinander stapeln. Bei der zweiten Variante lässt sich die Flüssigkeit beim vorne angebrachten Hahn leicht entnehmen. Die heute seltenen sehr großen Holzfässer werden mit einer Einstiegsöffnung im Boden versehen, durch die eine Person ins Innere klettern und das Fass mit einer Bürste und Wasser (das dann durch die Öffnung herausläuft) säubern konnte; zu dieser Arbeit wurden früher wegen deren Größe häufig Kinder herangezogen.
Der Transport großer gefüllter Weinfässer war wegen ihres großen Gewichts sehr gefährlich, insbesondere das Hochziehen oder Herunterlassen über steile Kellertreppen. Vor der Entwicklung von Weinpumpen im 19. Jahrhundert gehörte dies jedoch zum Alltag und wurde von spezialisierten Fachleuten, den Schrötern durchgeführt.
Je nach Verwendungszweck muss ein Fass bestimmte Eigenschaften aufweisen. Ein Fass muss zum Beispiel absolut dicht und gegebenenfalls atmungsaktiv sein, also Sauerstoff zulassen oder großem Druck standhalten. Es muss unter Umständen gegen bestimmte Chemikalien (Gefahrgut) widerstandsfähig sein. Insbesondere Holzfässer sollen der gelagerten Flüssigkeit einen bestimmten Geschmack vermitteln. Erleichtert wird dies durch Löseeigenschaften bei alkoholischen Getränken wie Wein oder Bier. Diese Abgabe erfolgt jedoch nur über einen gewissen Zeitraum, danach sind die betreffenden Holzbestandteile gelöst und das Fass muss durch ein neues ersetzt werden, beim Barriqueausbau erfolgt dies etwa bereits nach zwei bis drei Jahren.

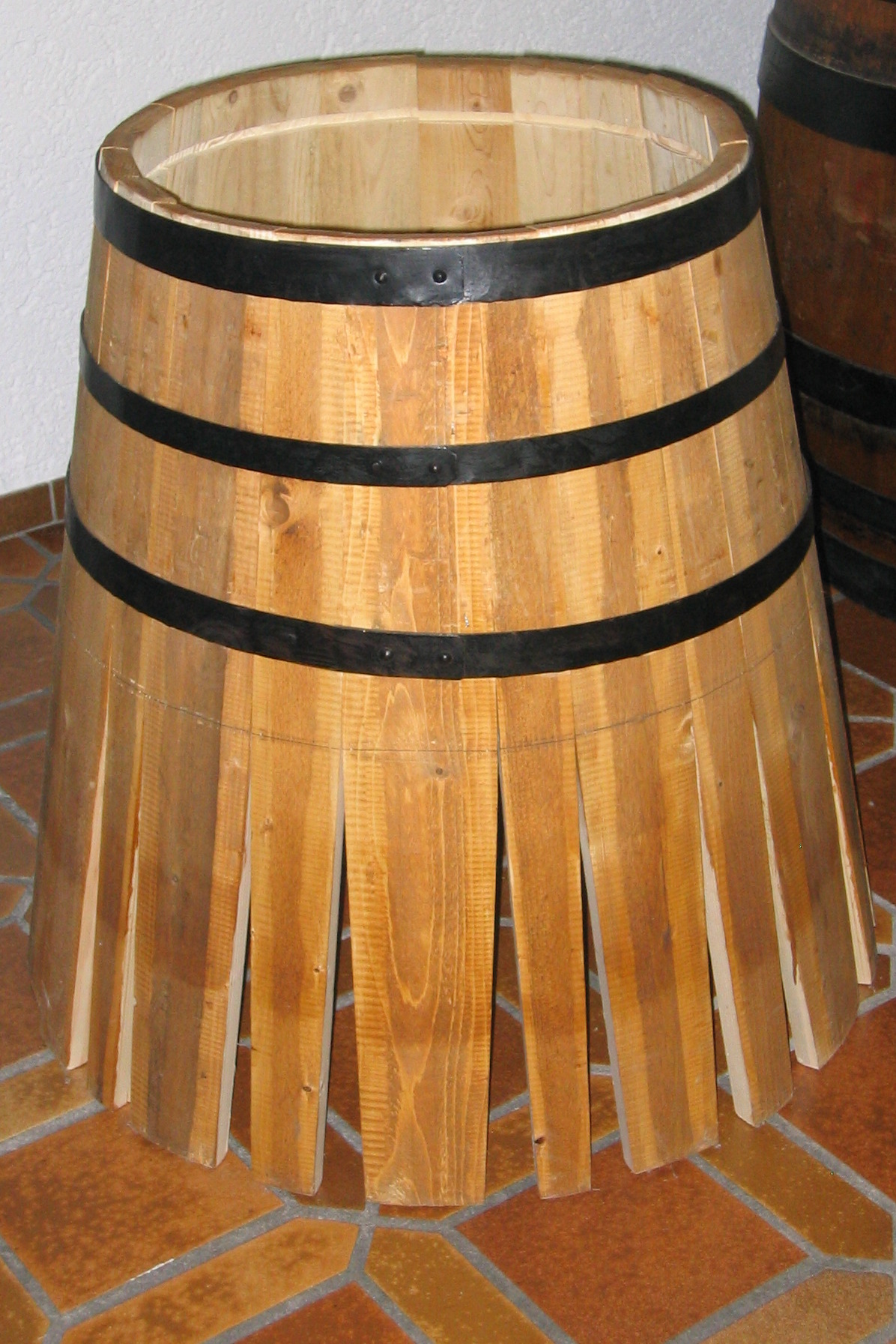
Halbfertiges Fass mit Holzdauben und eisernen Fassreifen

## Fassarten
DeckelfassDer oben offene Fasskörper wird mit einem Deckel aufgesetzten oder aufgeschraubten Deckel verschlossen. Aufgesetzte Deckel besitzen eine umlaufende Sicke, die sich in gleicher Form auch am oberen Rand des Fasses befindet. Über beide wird zum Verschließen ein Spannring gesetzt und mit einem Hebelverschluss zusammengezogen. Seltener werden Gewinde-Deckel verwendet.
SpundfassEin Spundfass besitzt zwei kleinere Öffnungen. Entweder liegen sich beide Öffnungen auf der Oberseite gegenüber oder eine Öffnung befindet sich am unteren Rand. Fässer mit zwei obenliegenden Öffnungen werden zum Entleeren gekippt. Der Inhalt fließt durch eine Öffnung ab, während durch die andere Öffnung Luft nachströmt.
DruckfassDas Füllgut wird durch einen Überdruck aus dem Fass befördert. Hierzu gehören insbesondere Fässer für kohlensäurehaltige Getränke wie Bier und Softdrinks, beispielsweise Kegs oder selbstkühlende Bierfässer.
PumpfassZum Entleeren wird eine externe bzw. aufgesetzte Pumpe benötigt.

### Holzfass

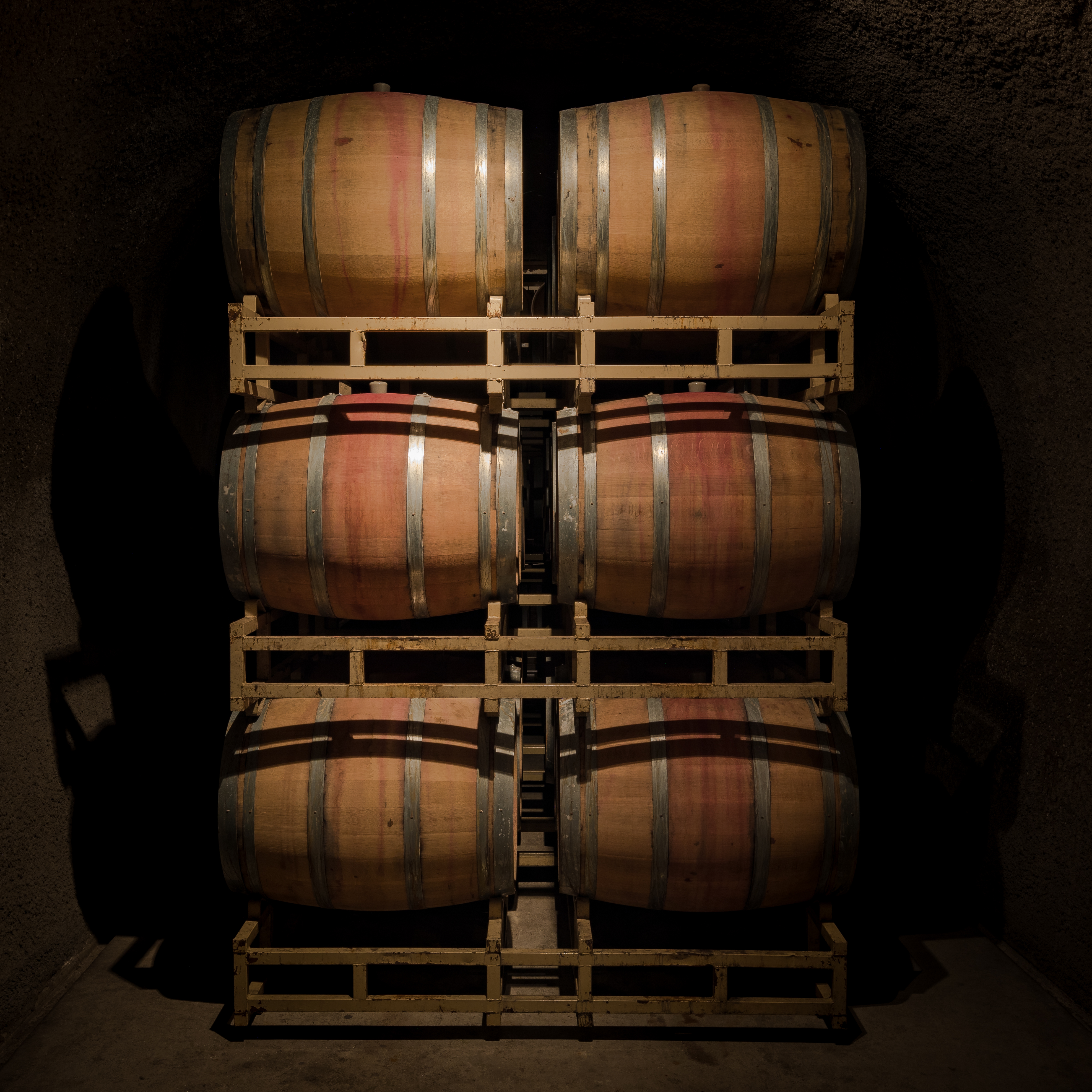
Eichenfässer in einem unterirdischen Lagerraum von Rutherford Hill Winery in Napa Valley AVA. Die rote Farbe bei einigen Fässern stammt von bei der Füllung übergelaufenem Rotwein.

Die Herstellung von Holzfässern war früher von großer Bedeutung. Ein Holzfass wird vom Fassbinder, Böttcher oder Küfer hergestellt und ist weitgehend handgefertigt. Regional gibt es unterschiedliche Berufsnamen, so in Franken Büttner oder in Altbayern Schäffler.
Das Korpus eines Holzfasses besteht im Wesentlichen aus hölzernen Dauben, die von den eisernen Fassreifen zusammengehalten werden, und den zwei Böden. Ursprünglich wurden auch hölzerne Fassreifen verwendet, die von Reifschneidern oder Bandreißern aus Weiden-, Haselnuss-, Birken- oder Lindenruten abgefertigt wurden. Zur Verwendung in Brauereien werden Holzfässer gepicht, also mit Pech abgedichtet, um dem Verlust von Kohlensäure vorzubeugen. Überwiegend wird Pech von Lärchen oder Kiefern genutzt.
Holzfässer werden vorwiegend aus Eichen-, Akazien- oder Robinienholz, in südlichen Ländern auch aus dem Holz der Edelkastanie, gefertigt.
Barriqueein im Weinbau bekanntes Fass zum Transport und zur Lagerung.
Whiskyfassein Eichenfass aus amerikanischer oder europäischer Eiche zur Lagerung von Whisky.
Hirsch oder Hirschenein 200 Liter fassendes Bierfass
Butterfassein aus Holz gefertigter Behälter zur Herstellung von Butter, der sich, mit einem Rührer auf einer Achse mit Handkurbel versehen, auf einem Gestell befindet.
Bütte oder Zuberein fassartiger Holzbehälter, in dem Wäsche gewaschen wird.
Heringsfass (Kantje)zum Befüllen mit Salzhering an Bord des Heringsloggers.

### Metallfass
Ölfassmeist als Rollsickenfass bzw. Rollreifenfass
Partyfass für Bier: wie Getränkedosen aus Weißblech in großen Mengen auf Fertigungsstraßen zusammengefügt, lackiert und auf Dichtigkeit geprüft.
- Aluminiumfässer und Edelstahlfässer: Sie sind meist wiederverwendbar und werden heute am häufigsten eingesetzt. Mantel und Deckel werden durch Falzen und Schweißen zusammengefügt.
- Kegs sind Edelstahl-Mehrwegfässer mit Ventil speziell für die Gastronomie und die industrielle Befüllung mit Bier und Softdrinks. Teilweise sind sie zur Isolierung mit Gummi ummantelt. Im Gegensatz zu traditionellen Spundfässern mit einer Entleerungsöffnung sowie einer zweiten Öffnung zur Befüllung, Be- und Entlüftung und Reinigung hat ein Keg nur eine zentrale obere Öffnung, in die ein Steigrohr eingeführt wird. Die Entnahme erfolgt durch den Überdruck des enthaltenen oder separat zugeführten Treibgases (meist Kohlendioxid, seltener gemischt mit Stickstoff oder auch reine Luft).[3]

### Kunststofffass
Kunststofffässer werden meist aus HDPE im Extrusionsblasverfahren gefertigt, indem ein vorgeformter Rohling erhitzt und in einer Blas-Form mit Pressluft aufgeblasen wird. Im Durchschnitt dauert die Herstellung eines 220-Liter-Fasses im Extrusionsblasverfahren zwischen 105 und 140 Sekunden, abhängig vom Fassgewicht.
Seltener wird das Rotations- bzw. Schleuderverfahren verwendet. Am verbreitetsten ist die Größe mit 220 Litern oder 55 US-Gallonen, dies entspricht 216,5 Liter Volumen.
Ring-FassGekennzeichnet durch einen Wulst (Ring), ein Herstellungsverfahren, das in Deutschland patentiert wurde. Es erleichtert die Handhabung des Fasses.

### Spezielle Fässer
- Die Regentonne oder das Regenfass dient dem Sammeln des Regenwassers. Sie steht meist unter einem Abfluss der Dachrinne und ist meist offen oder nur mit einem losen Deckel versehen.
- Im Maischefass wird beim Maischen ein flüssiger Rohstoff mit geeigneten Hefepilzen zur Gärung gebracht.[4]
- Das Gurkenfass ist üblicherweise aus Holz und der Deckel ist zumindest teilweise zu öffnen, da das Füllgut nicht flüssig ist und manuell stückweise entnommen wird.
- In dem früher hölzernen, heute aus Stahl oder GfK gefertigten Güllefass wird Gülle zum Düngen der Pflanzen angesetzt. Auch die metallene Tonne, welche die Bauern zum Düngen auf die Felder fuhren, trägt diese Bezeichnung.
- Das Bergungsfass ist ein meist aus Stahlblech (verzinkt) gefertigtes Deckelfass in Übergröße, damit verrottete oder beschädigte Norm-Fässer eingebracht werden können und somit ein gefährliches Füllgut sicher abtransportiert und gelagert werden kann.
  - Spezielle Gefahrgutfässer sind auch Sicherheitsbehälter, wie der Castor (Kerntechnik).
- Der Hobbock ist ein fass- oder kanisterartiger Versandbehälter.

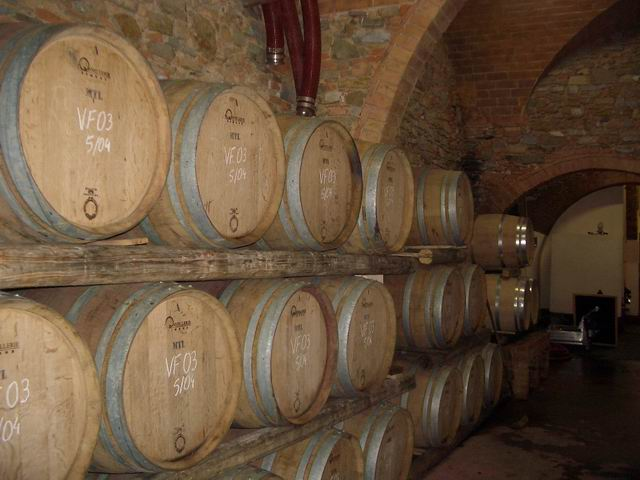
Barriques in einer Weinkellerei
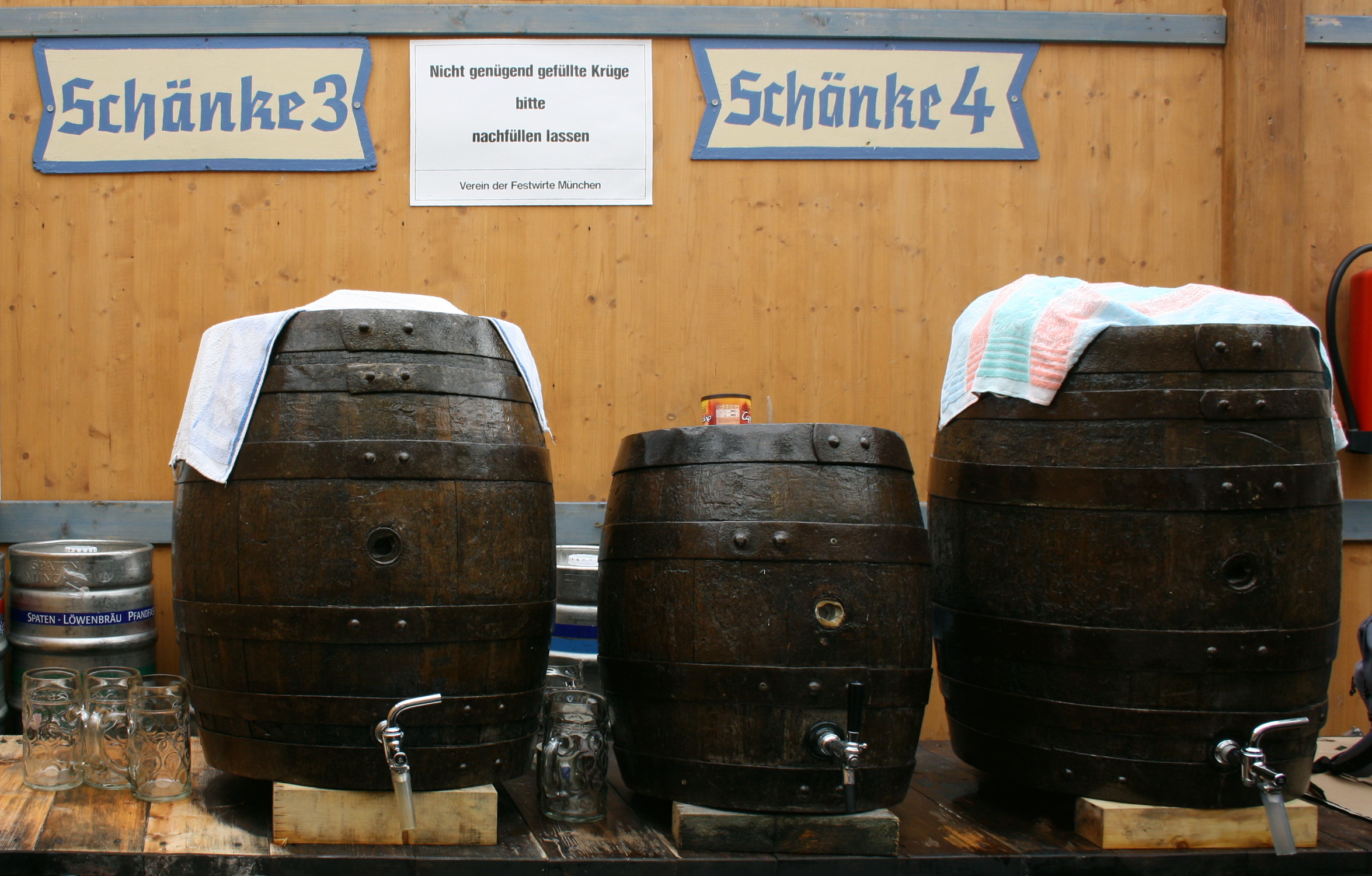
Bierfässer auf dem Oktoberfest
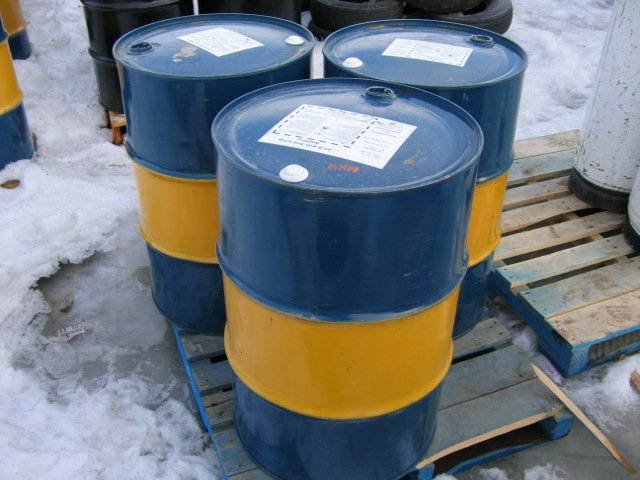
Ölfässer aus Metall
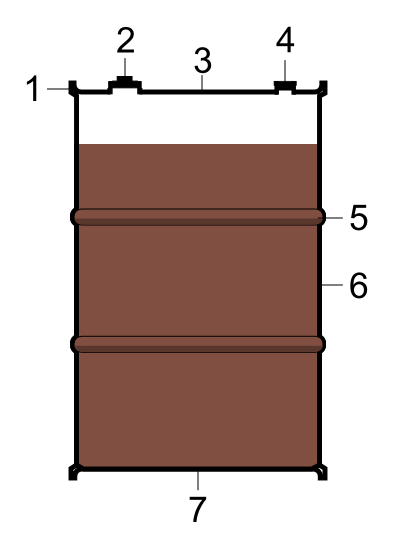
Aufbau eines Standardbarrels
Dürkheimer Riesenfass, größtes Fass der Welt
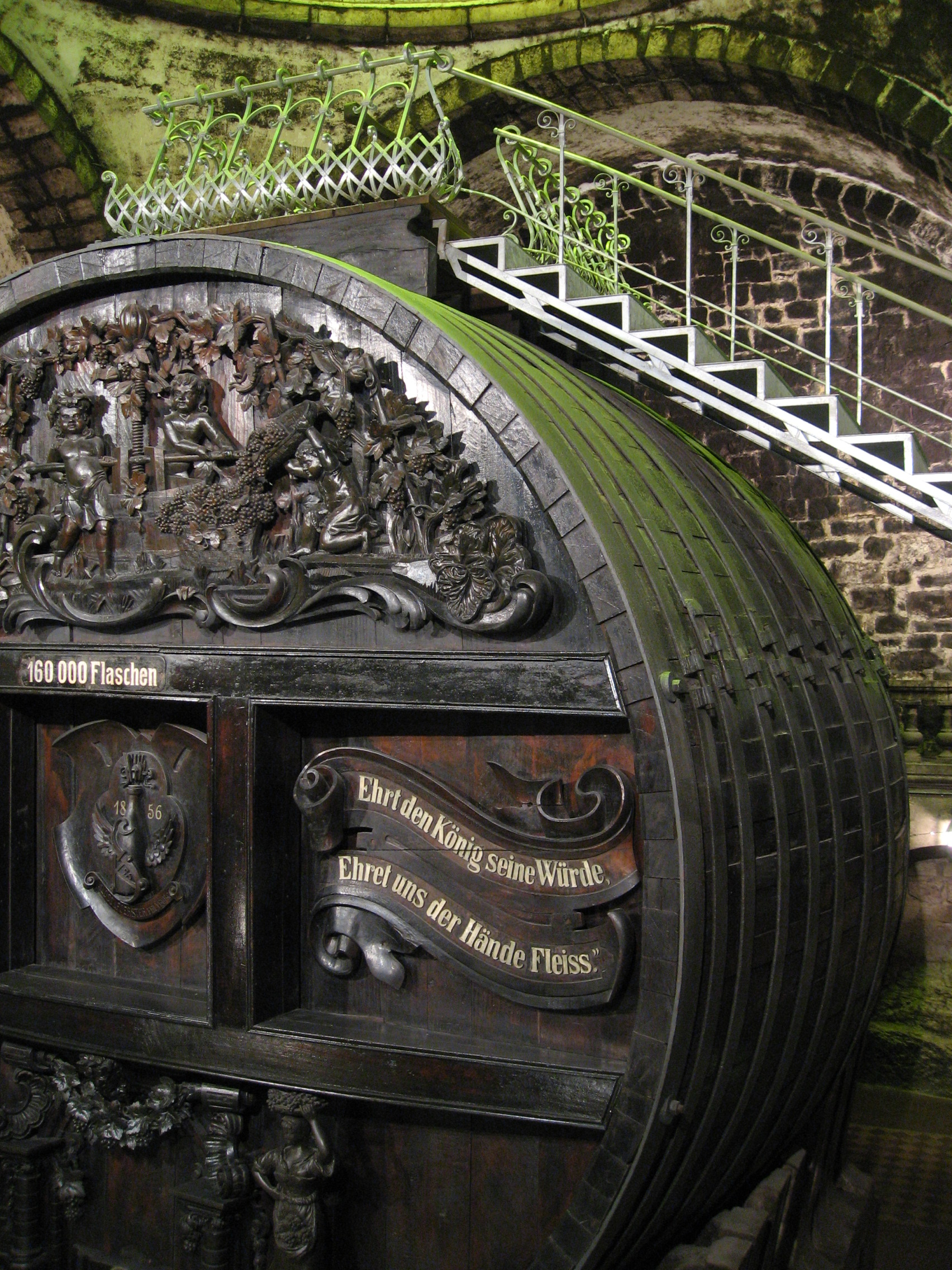
Das 120.000 Liter fassende Cuvéefass in der Rotkäppchen Sektkellerei Freyburg/Unstrut
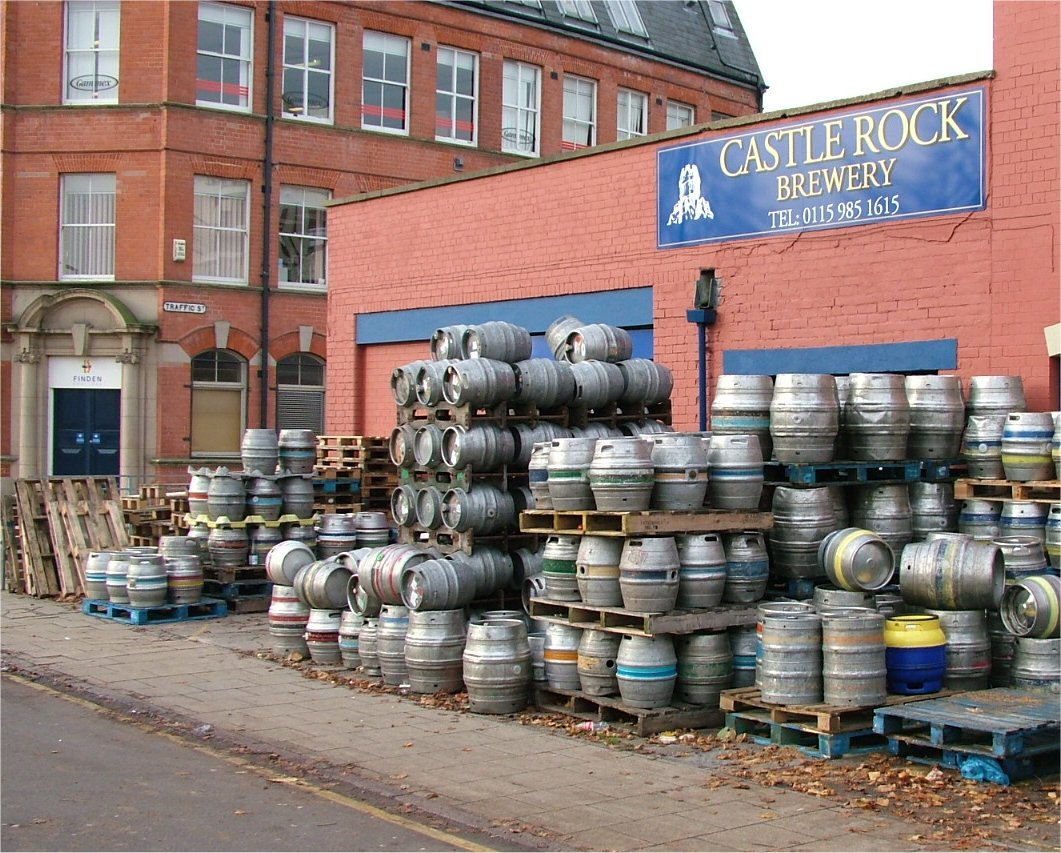
Aluminiumfässer vor einer Brauerei
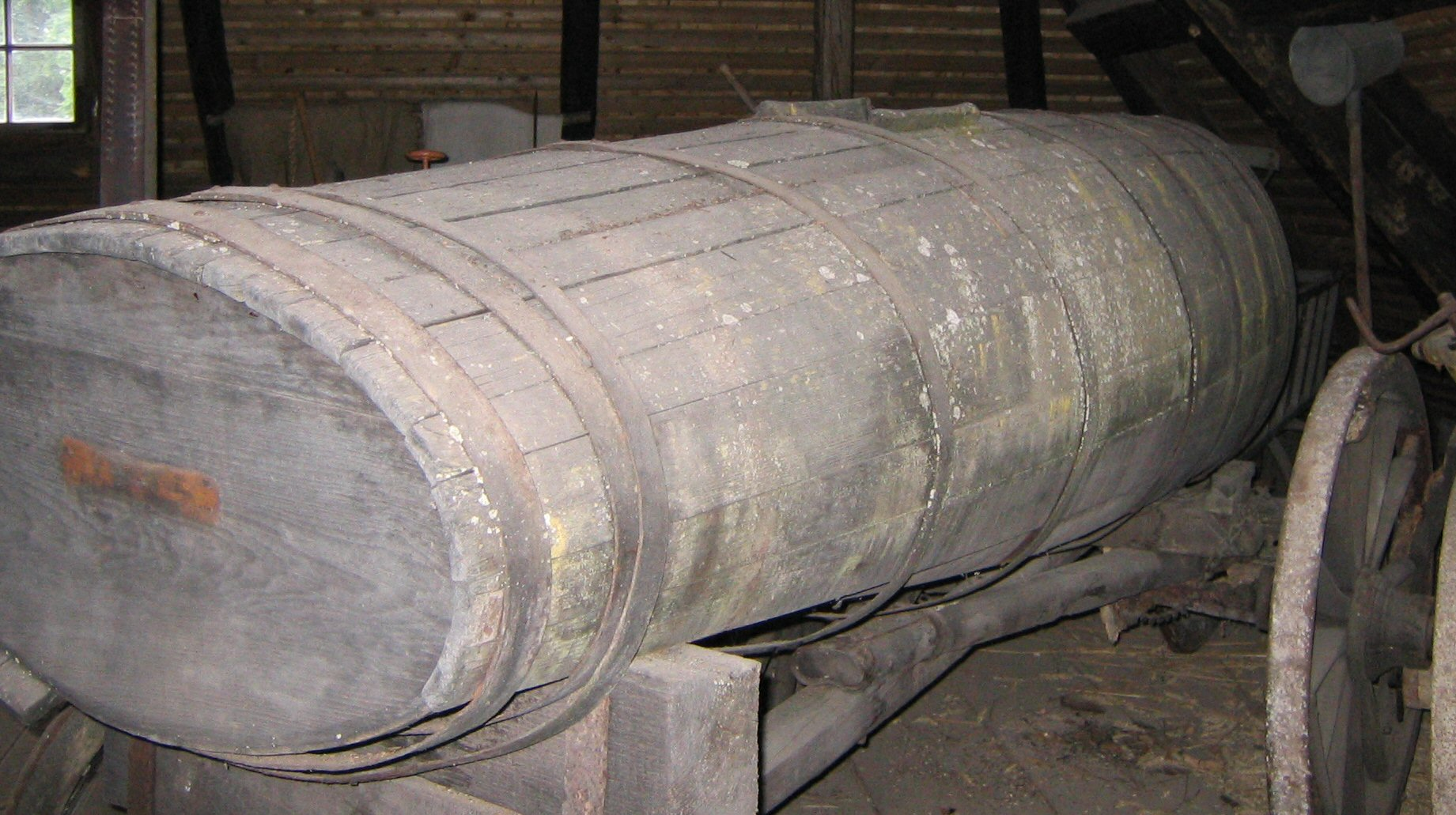
Altes Jauchefass aus Holz mit Gerät zum Befüllen im Hintergrund
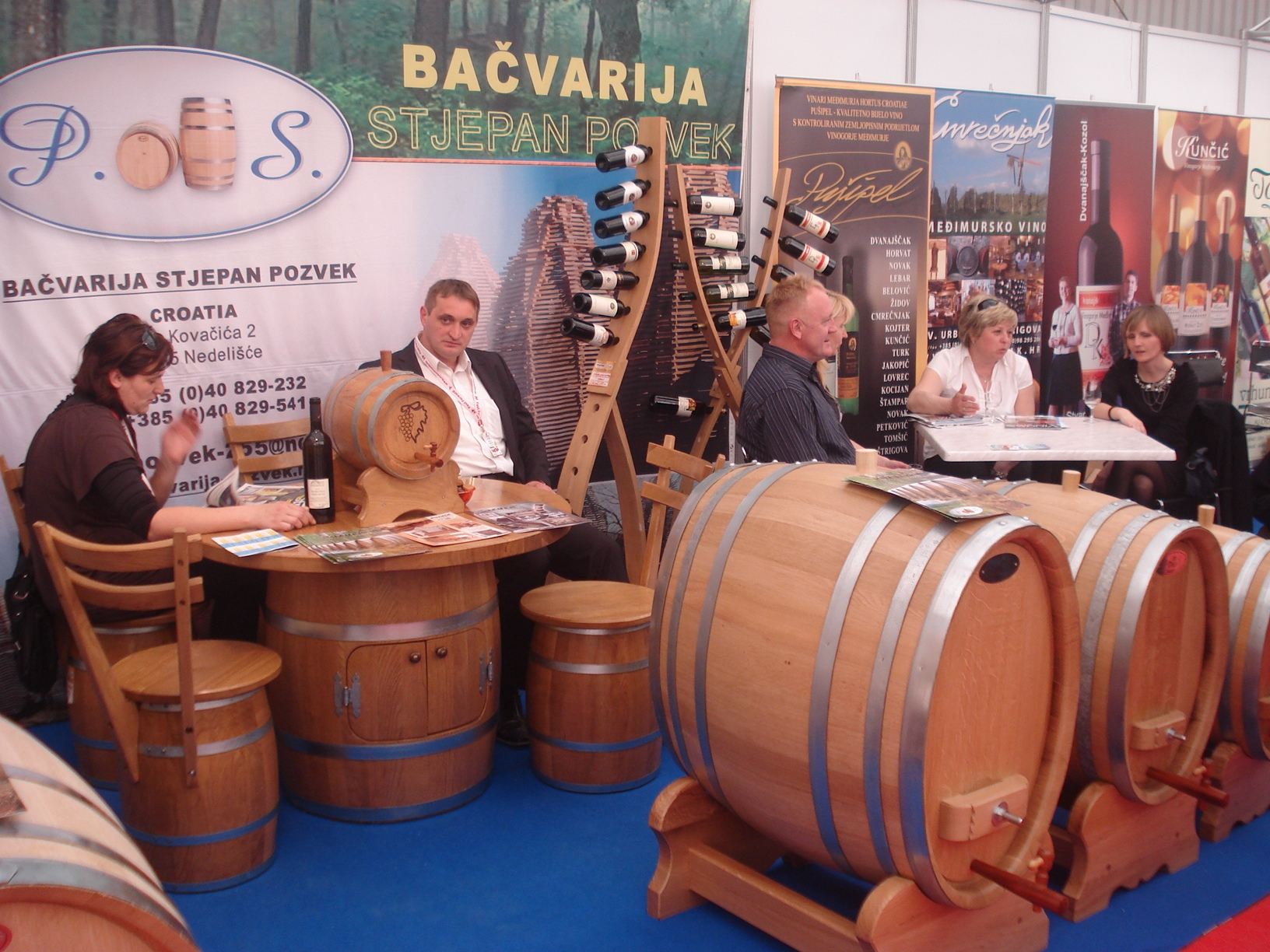
Weinfässer auf der Messe GAST 2012. in Split, Kroatien, ausgestellt
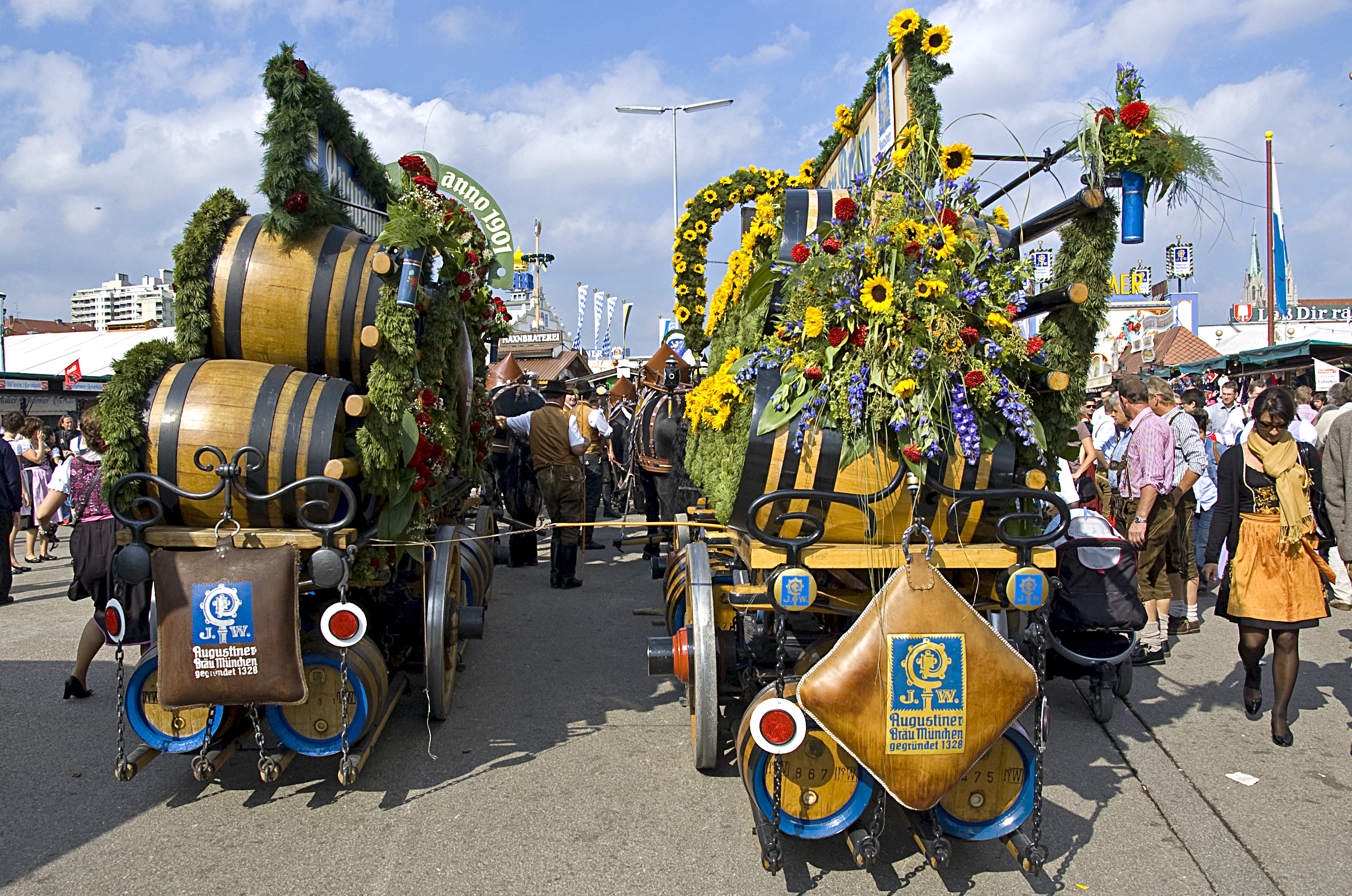
Zwei mit Hirschen beladene Fuhrwerke auf dem Münchner Oktoberfest
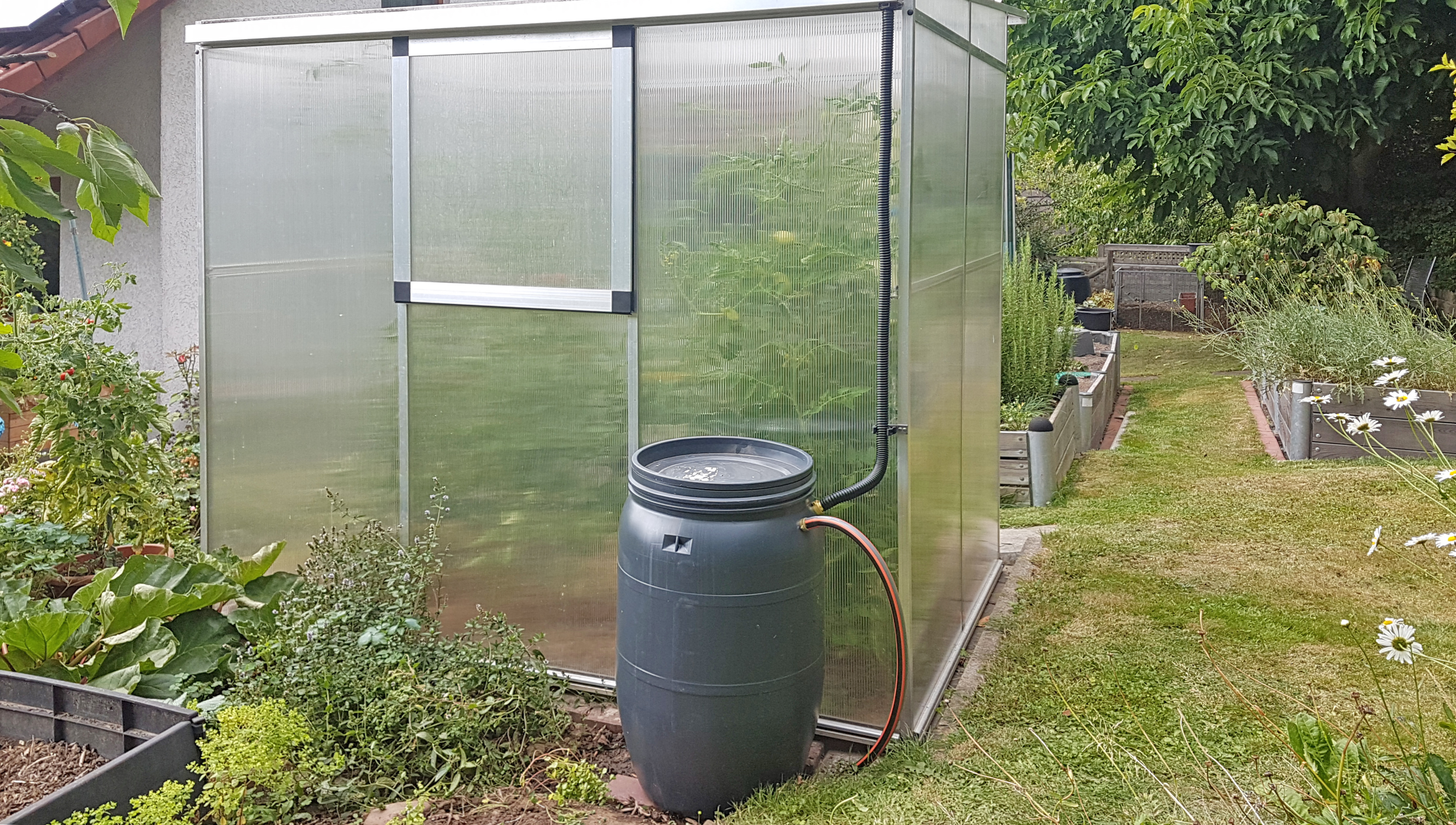
Ein Maischefass aus Polyethylen als Regentonne

## Große Weinfässer

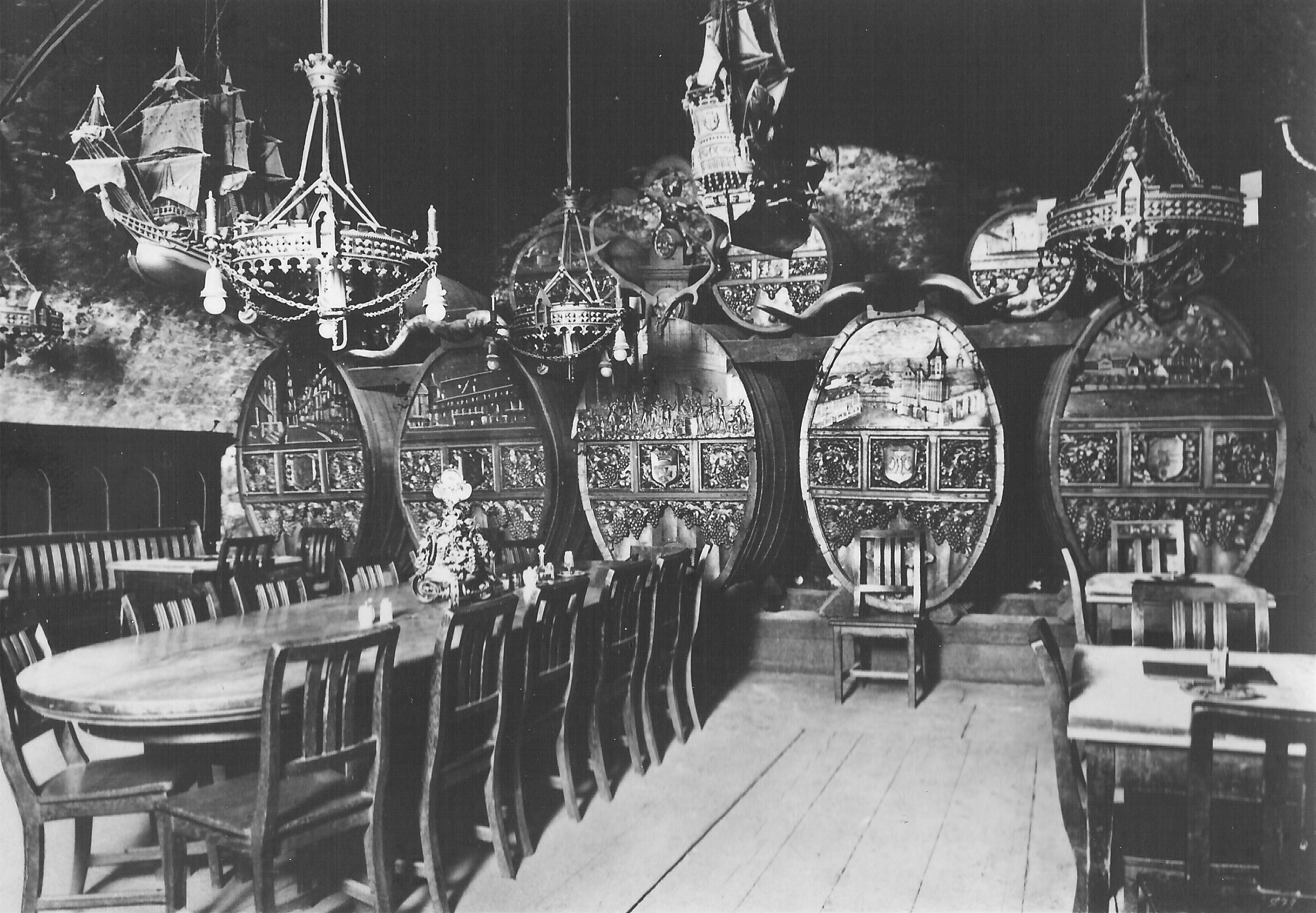
Prunkfässer im Blutgericht (Königsberg)

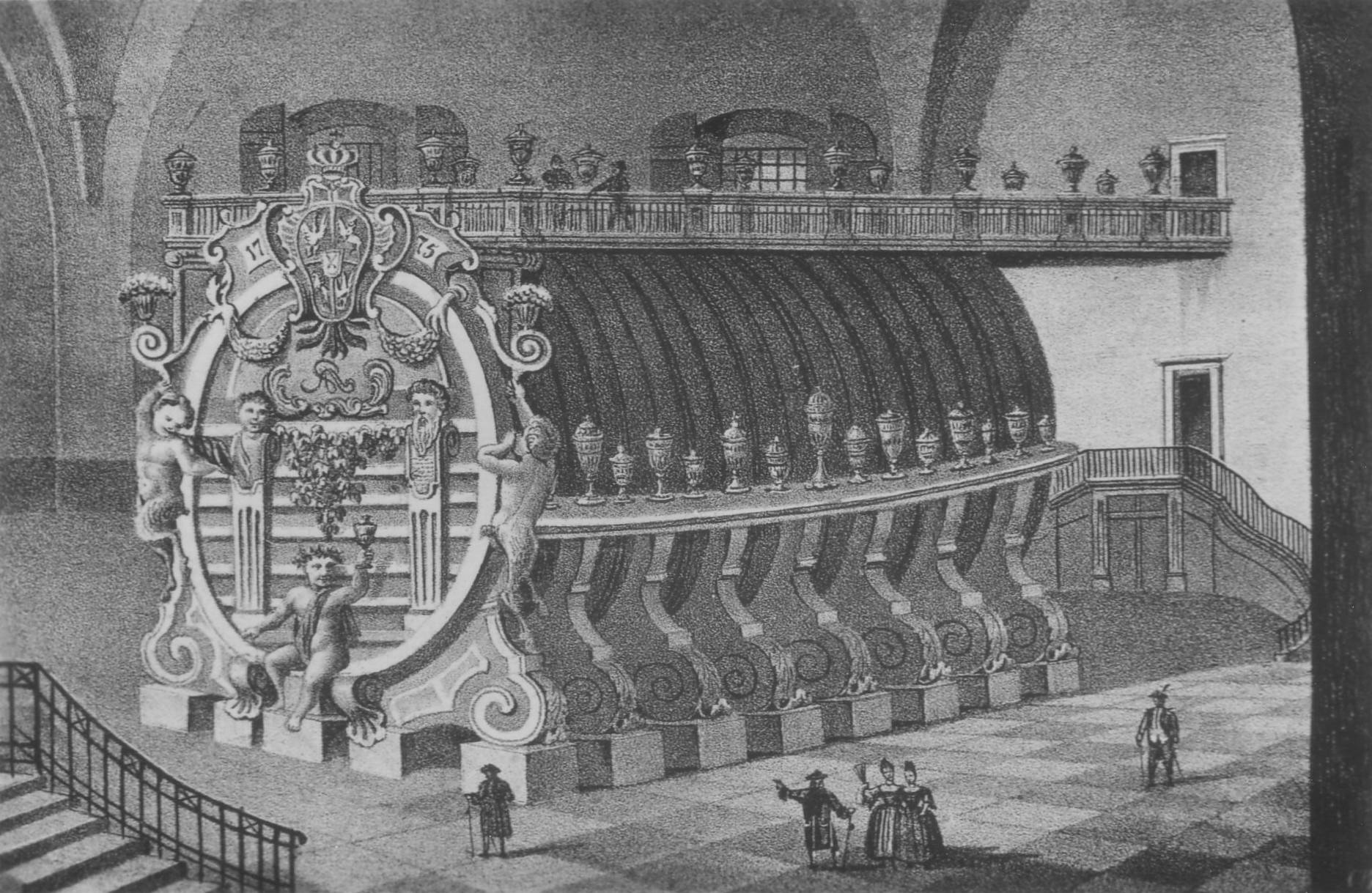
Königsteiner Riesenfass

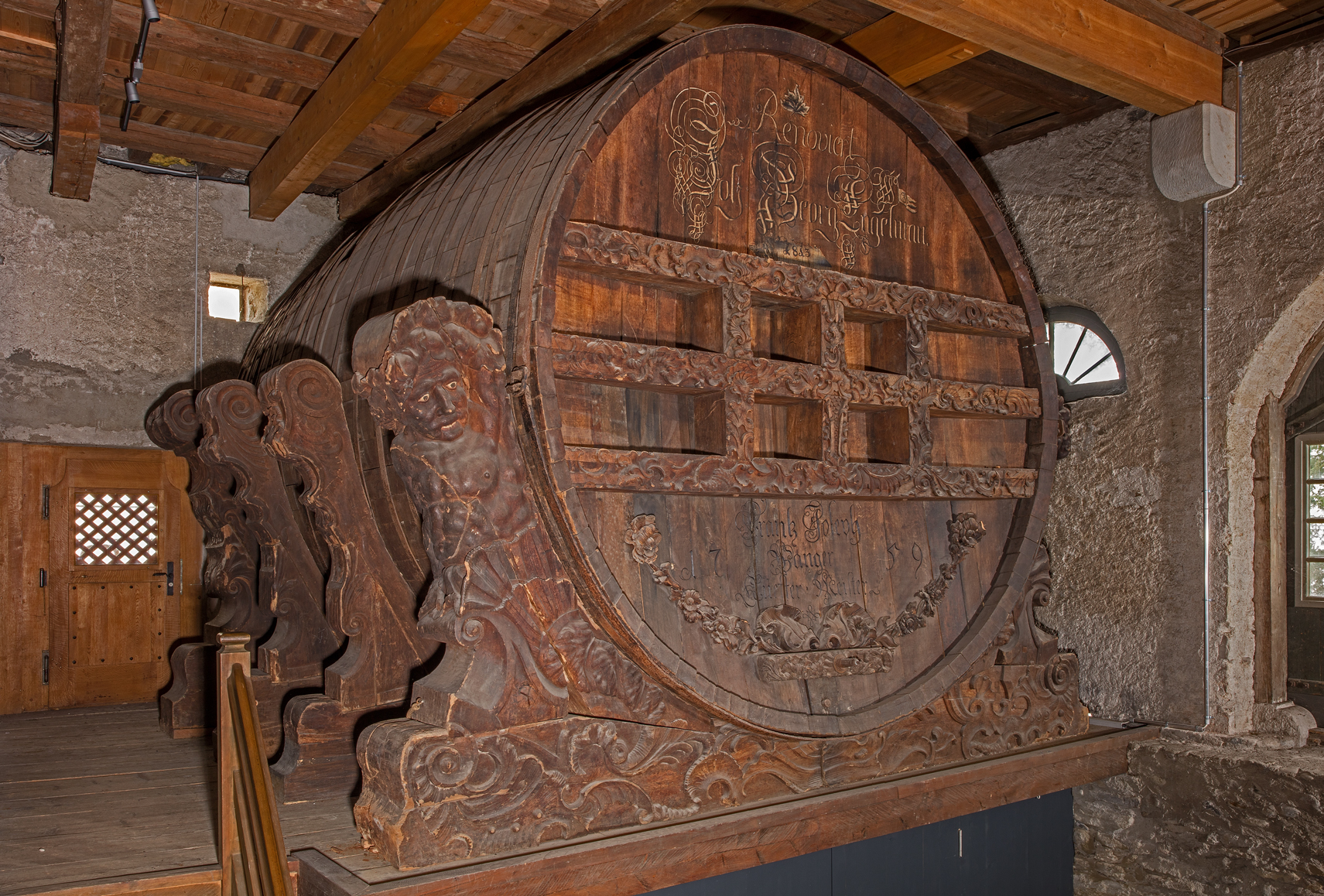
Prunkfass der Kartause Ittingen, datiert 1759, Inhalt ca. 45.000 Liter. Historisches Museum Thurgau

Das größte Holzfass der Welt (Dürkheimer Riesenfass) steht in Bad Dürkheim (Rheinland-Pfalz) und fasst 1,7 Millionen Liter. Es war nicht für die Lagerung von Wein bestimmt und beherbergt ein Restaurant. Ein weiteres als Gaststätte genutztes Riesenfass (Obří sud) mit mehr als 1 Million Liter Fassungsvermögen befindet sich im Kurort Lázně Libverda (Bad Liebwerda) im Kreis Liberec in Tschechien.
Die größten für Wein vorgesehenen Fässer befinden sich im Badischen Winzerkeller Breisach mit 1,2 Millionen Liter. Diese werden nur für Verschnitte verwendet. Das Große Fass des Heidelberger Schlosses (221.000 Liter) war nur dreimal befüllt, da es ständig undicht war. Bei den Cuvéefässern in Freyburg (Unstrut) (Rotkäppchen Sektkellerei, 120.000 Liter) und in Mainz (Kupferberg Sektkellerei, 100.000 Liter) handelt es sich um die größten befüllten Holzfässer.
Unter August dem Starken wurde 1725 das dritte „Königsteiner Weinfass“ mit einem Fassungsvermögen von 238.000 Litern hergestellt. Das Fass stand auf der Festung Königstein im Elbsandsteingebirge und ging aus einem Konkurrenzkampf Augusts des Starken mit den Kurfürsten der Pfalz hervor, die auf Schloss Heidelberg ebenfalls Riesenfässer bauen ließen. Das Königsteiner Weinfass wurde insgesamt nur zweimal befüllt. Zur Zeit der napoleonischen Kriege verfiel es und wurde abgebaut.
Das Fürstenfass in Pfedelbach wurde im Jahre 1752 erbaut und ist eine Attraktion des dortigen Weinbaumuseums. Es hat einen lichten Durchmesser von 4 m. Der Umfang beträgt 15,5 m, die Gesamtlänge 5,2 m. Das Fass fasst 220 württembergische Eimer, das sind 64.664 Liter.

## Weitere Verwendungen
Aus der abgetrennten unteren Hälfte eines Stahlfasses, dem Unterboden, wird in Handarbeit das Steeldrum oder Steelpan, ein Musikinstrument, hergestellt. Dieses ist beheimatet auf Trinidad und Tobago.
In einigen Weingütern werden Fässer auch als themenbezogene Unterkunft benutzt.

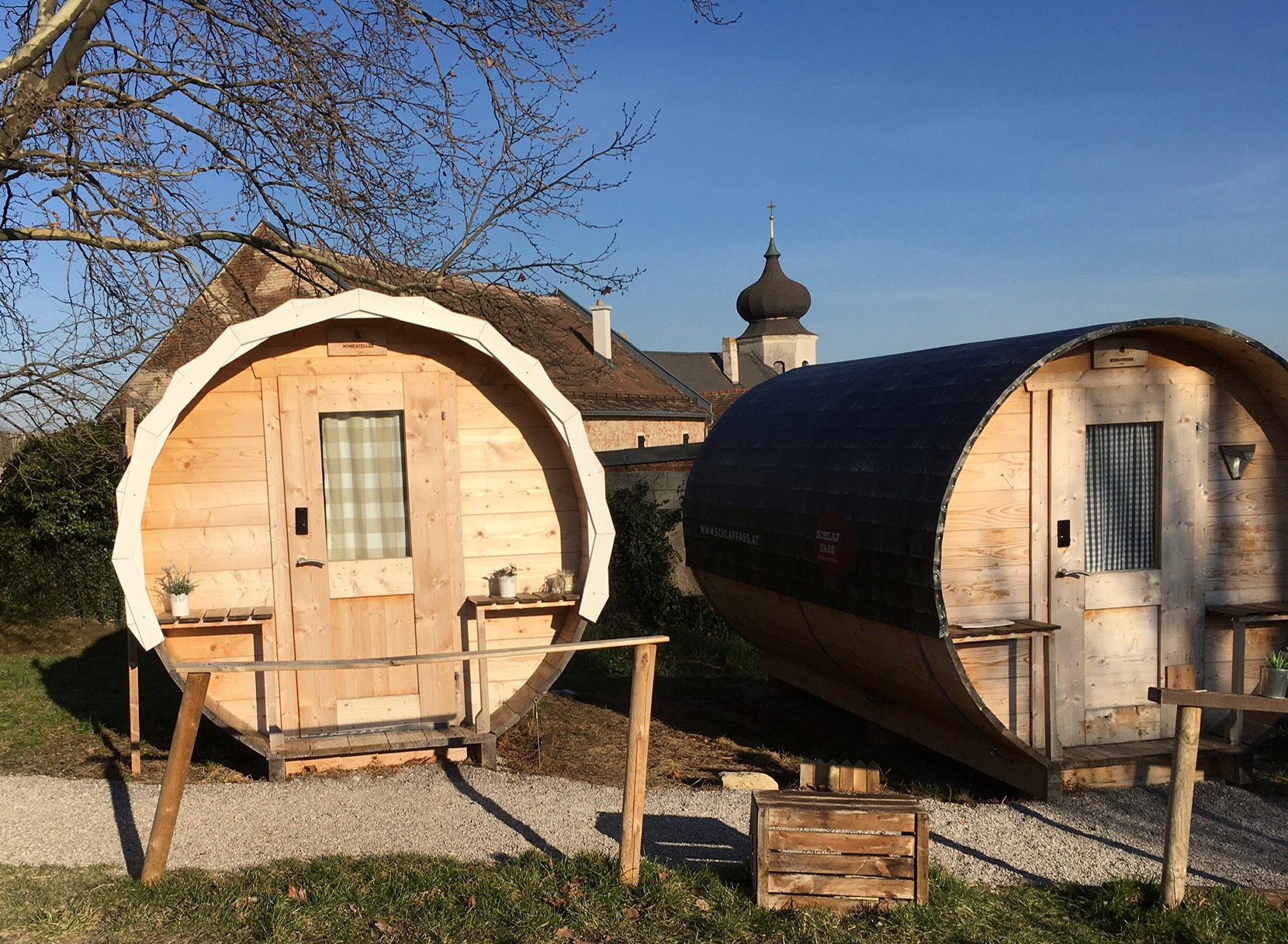
Touristenunterkunft in Form von Fässern, Freigut Thallern, Österreich

## Redewendungen
Die Redewendung „auf die Barrikaden gehen“ wird volksetymologisch auf die Verwendung von Barrique-Fässern zum Errichten einer Barrikade im revolutionären Frankreich zurückgeführt.
Die Aussage „außer Rand und Band sein“ spielt auf ein Fass an, dessen Dauben oder Fassreifen (Bänder) verrutscht sind und seine Stabilität gefährden.
Mit den Worten „das schlägt dem Fass den Boden aus“ wird zumeist Verärgerung oder Entsetzen umschrieben.